# カトレア・プミラ

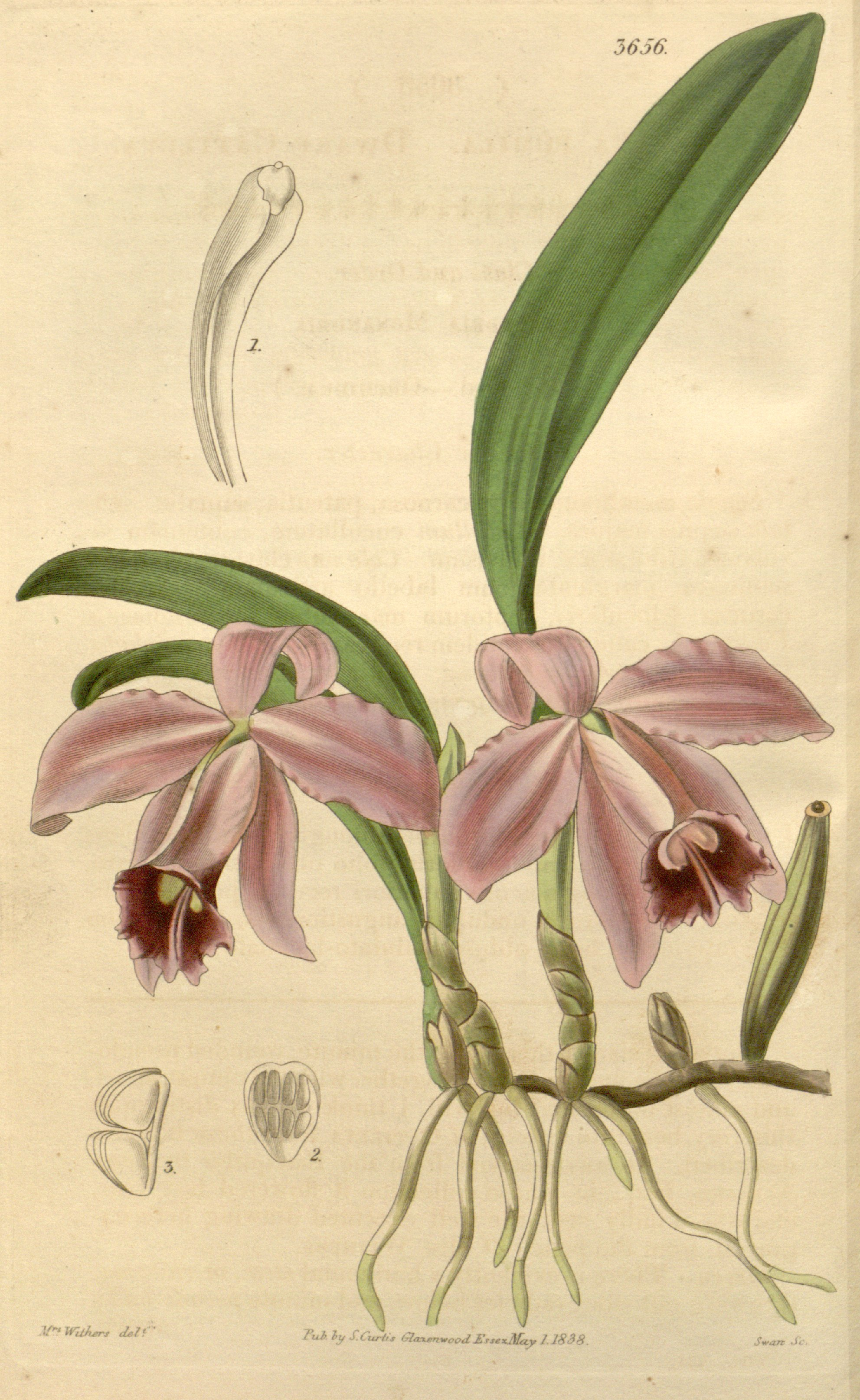
図版

カトレヤ・プミラ Cattleya pumila はラン科植物の1つ。小型のカトレアの代表的なものとして知られている。

## 特長
小型の着生植物。偽鱗茎は紡錘形から卵形で長さ2-3cm、先端に葉を1枚つける。葉はほぼ長楕円形で、長さは5-12cm。葉は厚くて革質。
花期は秋で、花茎は偽鱗茎の先端から出て、普通は葉より短く、その先端に1個、まれに2個の花をつける。花は径7-10cm、香りがある。花色は普通は淡桃色で萼片は幅の狭い狭楕円形、側花弁はより幅広く楕円形、唇弁は基部は左右から寄り合って蘂柱を包んで筒状となり、先端では大きく開いており、その表面は波状で、縁には多くの縮れがある。その部分では濃紫紅色に色づくことが多いが、色彩にはかなりの変異がある。
種小名は矮性の、を意味する。なお、本種はカトレア属で記載されたが後にレリア属に移され、レリア・プミラ Laelia pumila (Hook.) Rchb. f. の名で長く親しまれてきた。しかし近年の分類再編でレリア属が解体され、元に戻った形である。ちなみにその間の途中経過としてソフロニチス属 Sophronitisとされたことがあり、この時の学名は S. pumila であった。

## 分布と生育環境
ブラジルに分布する。標高600-1300mにわたる冷涼な気候の低山帯において、川沿いに生える樹木の根際に着生して生育している。

## 利用
洋ランとして栽培される。小型な草姿に比して大きな花をつけるので鑑賞価値は高い。園芸品種も数多く、アルバ ‘Alba’は白花品で唇弁の喉部が黄色を帯びる。デヤナ ‘Dayana’ は花色が濃く、唇弁に紫色の筋が入るもの。コエルレア ‘Coerulea’ は唇弁が藤青色になる。プラエスタンス ‘Praestans’ は側花弁が幅広く、唇弁が短めのために花全体が丸い整った花型になるものである。
また交配親としてもよく使われ、主として小型カトレヤの作出に大きな役割を担った。特にこの方面では上記の品種 プラエタンスがよく用いられた。なお、この種は長くレリア属とされていたため、例えばカトレヤ属との交配品はレリオカトレア属となっていたが、現在ではカトレヤ属に変更されることになる。